# Shane Thorne
Shane Veryzer (nacido el 24 de septiembre de 1985) es un luchador profesional australiano . Es conocido por haber aparecido anteriormente en la WWE bajo el nombre de Shane Thorne, y por su trabajo en Pro Wrestling Noah bajo el nombre en el ring Shane Haste donde, como parte de The Mighty Don't Kneel, es un dos veces Campeón en Parejas de GHC.

## Carrera en la lucha libre profesional

### Carrera temprana (2003-2011)
Thorne comenzó a entrenar en Perth en Dynamite Factory, la escuela de lucha libre de Explosive Pro Wrestling. Su partido debut tuvo lugar en febrero de 2003 en un partido a cuatro bandas en The Uprising. Desde entonces se ha convertido en uno de los mejores luchadores australianos, convirtiéndose en el campeón de peso pesado de EPW y en el campeón de parejas de EPW dos veces. Después de trabajar en todo el continente australiano se mudó a California y comenzó a trabajar para algunas de las mayores promociones de lucha libre independiente en los Estados Unidos, como Ring of Honor, Pro Wrestling Guerrilla, Ohio Valley Wrestling y World League Wrestling.

### Pro Wrestling Noah (2011-2016)

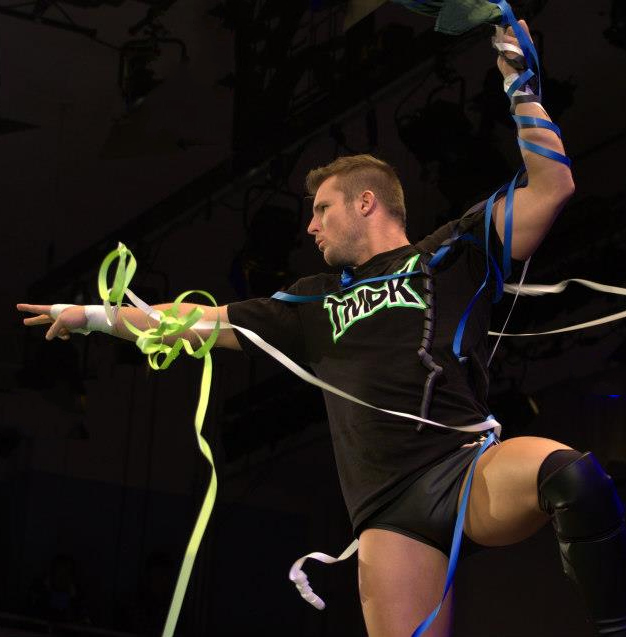
Haste en julio de 2013.

El 23 de febrero de 2011, Haste hizo su debut en Pro Wrestling Noah cuando tuvo un combate de prueba contra su compañero de equipo Mikey Nicholls. Un mes después del partido de prueba, ambos hombres comenzaron a trabajar a tiempo completo con la promoción japonesa. El 7 de julio de 2013, Haste y Nicholls ganaron el Campeonato en Parejas de GHC después de derrotar a Toru Yano y Takashi Iizuka. Perdieron el título ante Maybach Taniguchi y Takeshi Morishima el 25 de enero de 2014. Recuperaron el título de manos de Dangan Yankies (Masato Tanaka y Takashi Sugiura) el 10 de enero de 2015. Perdieron el título ante KES (Davey Boy Smith Jr. y Lance Archer) el 11 de febrero. El 28 de diciembre de 2015, Noah anunció que Haste y Nicholls dejarían la promoción tras la expiración de sus contratos a finales de año. El 11 de febrero de 2016, Noah anunció que Haste y Nicholls volverían a la promoción el mes siguiente para participar en una gira de despedida de cinco espectáculos, titulada «Salida al mundo». Su último combate con Noah tuvo lugar el 10 de marzo y los vio derrotar a Naomichi Marufuji y Mitsuhiro Kitamiya.

### New Japan Pro-Wrestling (2014-2016)
El 20 de diciembre de 2014, Haste y Nicholls hicieron su debut en New Japan Pro-Wrestling, cuando ellos, junto con Naomichi Marufuji, fueron revelados como compañeros de equipo de Toru Yano en Wrestle Kingdom 9 en el Tokyo Dome el 4 de enero de 2015. En el evento, los cuatro derrotaron a Suzuki-gun (Davey Boy Smith Jr., Lance Archer, Shelton X Benjamin y Takashi Iizuka) en una lucha por equipos de ocho hombres.

### WWE (2015-2021)

#### NXT (2015-2019)

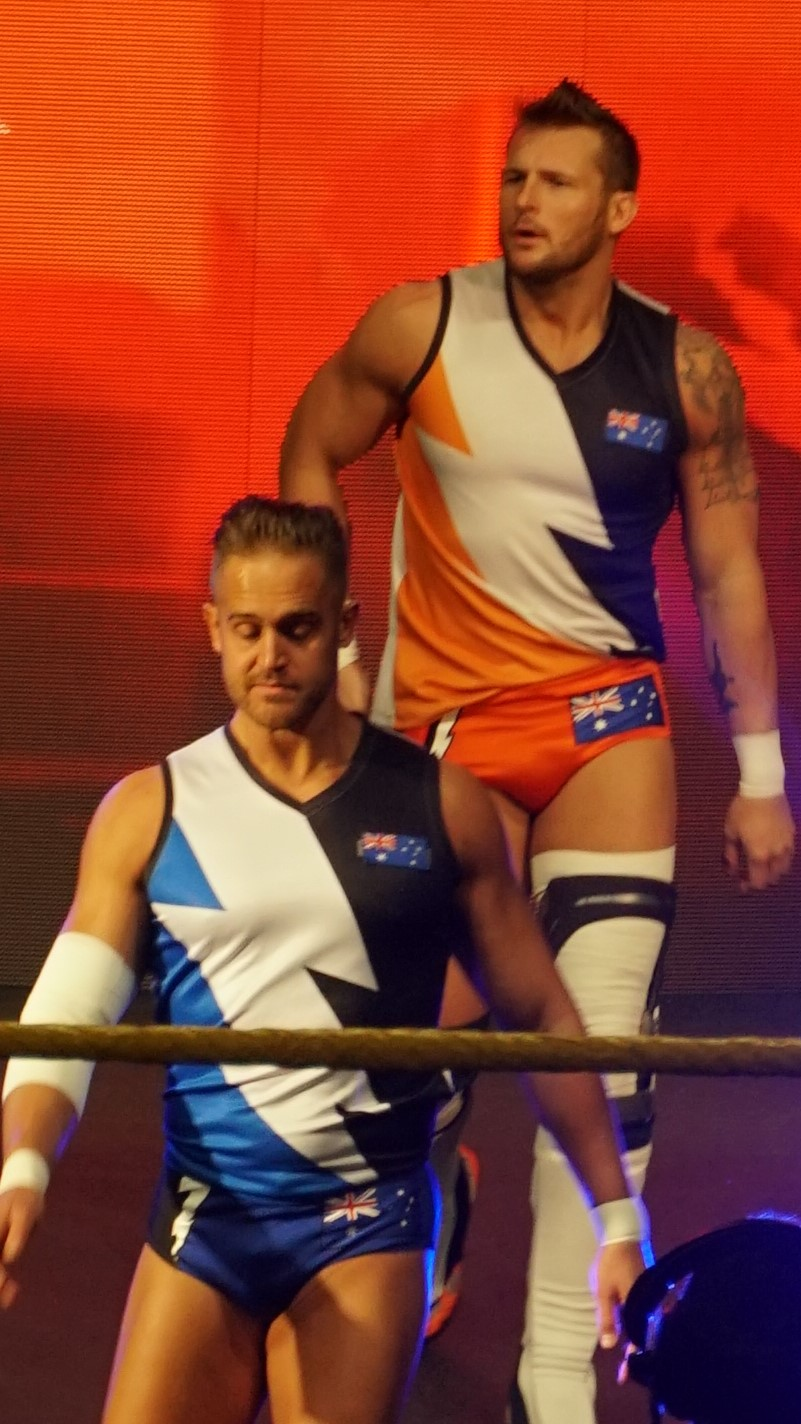
Thorne (derecha) y Miller en abril de 2018.

En junio de 2015, Haste y Nicholls participaron en un campo de pruebas de la WWE. En febrero de 2016, se informó que Haste y Nicholls estaban programados para unirse a la marca NXT de WWE después de su gira de despedida de Noah.
El 25 de marzo de 2016, WWE confirmó los fichajes tanto de Haste como de su compañero de equipo, Mikey Nicholls. Comenzaron a entrenar en el WWE Performance Center en abril, mientras trabajaban para la rama de desarrollo de la promoción, NXT. Durante las grabaciones de NXT del 19 de mayo, Haste y Nicholls pasaron a llamarse Shane Thorne y Nick Miller, respectivamente, mientras que TMDK pasó a llamarse TM-61. Debutaron en el episodio del 25 de mayo, perdiendo ante DIY (Johnny Gargano y Tommaso Ciampa). El 19 de noviembre, en NXT TakeOver: Toronto, TM-61 perdió en las finales del Dusty Rhodes Tag Team Classic ante The Authors of Pain. Thorne luego se sometió a una cirugía de rodilla, que se esperaba que lo dejara de lado de siete a nueve meses. Regresó el 14 de septiembre. TM-61 regresó a la televisión en el episodio del 31 de enero de 2018 de NXT, para enfrentarse a los Ealy Brothers en una victoria. TM-61 luego ingresó al Dusty Rhodes Tag Team Classic de 2018, siendo eliminado por The Authors of Pain en la primera ronda. En la edición del 1 de mayo de NXT, TM-61 cambió a heel al derrotar a The Street Profits (Angelo Dawkins y Montez Ford) con un pinfall sucio. La semana siguiente vencieron al equipo de Heavy Machinery (Otis Dozovic y Tucker Knight) con la misma táctica. El equipo pasó a llamarse oficialmente «The Mighty» en el episodio del 6 de junio de NXT. El 14 de diciembre, Miller fue liberado de su contrato con la WWE, disolviendo The Mighty.
El 22 de enero de 2019, WWE anunció que Thorne reemplazaría a Otis Dozovic en el torneo Worlds Collide. El 26 de enero de 2019 (transmitido el 2 de febrero) Thorne fue eliminado en la primera ronda por Adam Cole. Más adelante en el año, Thorne regresó a la televisión, quejándose de no estar incluido en el Breakout Tournament de NXT; esto lo llevó a iniciar un feudo con los participantes del torneo, derrotando a Joaquin Wilde y Bronson Reed. En el episodio del 11 de septiembre de NXT, Thorne tuvo un enfrentamiento con Johnny Gargano, quien estaba hablando sobre su futuro en NXT, esto llevó a un combate entre los dos, en el que Thorne fue derrotado.

#### 2020-2021
En marzo de 2020, Thorne comenzó a aparecer en Raw junto a su excompañero de TMDK Brendan Vink, donde perdieron ante equipos como The Street Profits y el equipo de Cedric Alexander y Ricochet. En el episodio del 27 de abril de Raw, Thorne y Vink se convirtieron en los nuevos socios de MVP cuando desafiaron a Alexander y Ricochet a un combate la semana siguiente en su nombre. En el episodio del 4 de mayo de Raw, Thorne y Vink derrotaron a Alexander y Ricochet obteniendo su primera victoria.
En el episodio del 21 de septiembre de 2020 de Raw, Thorne se reveló oficialmente como uno de los miembros principales de la facción Retribution, bajo el nuevo nombre de Slapjack. En el evento Hell in a Cell, Slapjack desafió a Bobby Lashley por el Campeonato de los Estados Unidos, pero perdió.[62] Retribution se disolvió en el Kickoff Show de Fastlane, donde Reckoning y Slapjack abandonaron al líder Mustafa Ali, y luego T-Bar y Mace realizaron un double chokeslam en Ali después de que perdió un combate por el Campeonato de los Estados Unidos de la WWE ante Riddle. En el episodio del 9 de abril de SmackDown, Slapjack participó en el André the Giant Memorial Battle Royal pero no pudo ganar el combate. Después de esto, Slapjack sería retirado de la televisión durante varios meses. Luego de la separación de Retribution, Veryzer se mudaría silenciosamente a SmackDown en abril. Luchó en un dark match después del episodio del 16 de julio de SmackDown bajo su nombre original de Shane Thorne. Lucharía en dos dark matches más en septiembre con una derrota ante Keith Lee y una victoria sobre Austin Theory, respectivamente. El 18 de noviembre de 2021, Thorne fue liberado de su contrato con la WWE sin volver a aparecer en televisión.

## En lucha
- Movimientos finales
  - Black Swan Splash[24] (Corkscrew 450° splash)[25]
  - Bomb Valley Death[24] (Fireman's carry transicionado en un chokeslam)[25]
  - Friend Zone (Chickenwing over the shoulder crossface)[26][27][28] – 2014
  - Spinning back-to-back suplex

- Movimientos de firma
  - Frog splash[29]
  - Lariat[29]
  - Sitout powerbomb[29]
  - Sitout suplex slam[29]
  - Standing moonsault[29]
- Apodos
  - "Black Swan"[26]

## Campeonatos y logros
- Explosive Pro Wrestling
  - EPW Heavyweight Championship (1 vez)[30][31]
  - EPW Tag Team Championship (2 veces) – con Alex Kingston (1) y Mikey Nicholls (1)[31]
  - ANZAC Day Cup (2009)[31]
  - Invitational Trophy (2007)[31]

- Pro Wrestling Illustrated
  - Situado en el puesto No. 147 de los 500 mejores luchadores individuales en el PWI 500 en 2016[32]

- Pro Wrestling Noah
  - GHC Tag Team Championship (2 veces) – con Mikey Nicholls[6]

- Ring of Honor
  - Rise and Prove Tournament (2012) – con Mikey Nicholls[33]